# Tofig Ismayilov (homme politique)
Pour les articles homonymes, voir Ismayilov.
Tofig Ismayilov (en azerbaïdjanais: Tofiq İsmayılov; 21 juin 1933 - 20 novembre 1991) est né à Bakou (Azerbaïdjan), et a été le premier secrétaire d'État de l'Azerbaïdjan.
Il est tué dans un hélicoptère abattu par les forces arméniennes, près du village de Karakend du district de Khojavend, dans le Haut-Karabakh, en Azerbaïdjan. Il n'y a aucun survivant de l'accident.
L'enterrement officiel d'Ismayilov a lieu au cimetière de l'avenue des Honorés à Bakou. Un stade à Bakou, de nombreuses écoles et rues portent son nom.